# Joan Reynés i Ferrer
Joan Reynés i Ferrer (Alcúdia, Mallorca, 15 de juliol de 1801 - 9 d'octubre de 1882) fou metge cirurgià, escriptor, historiador i professor de medicina i cirurgia a Palma. Va ser un gran estudiòs de la revolta de les Germanies del segle xvi.
Fill de Llorenç Reynés Gallard i de Francesca Ferrer. El 1836 amb la llicenciatura de medicina s'establí com a metge a la vil·la de Felanitx. El 1840 ja vivia a la seva estimada ciutat d'Alcúdia, en la que fou el metge de capçalera. Va estar casat amb Josefa Nadal de la qual no va poder tenir descendència. Va viure la febre groga de 1870. Morí a Alcúdia el 1882 amb 81 anys.

## Obres
- Observaciones clínicas acerca de las calenturas interminentes y reflexiones sobre su naturaleza y sitio (1833) (Existia un original d'aquest llibre en l'Acadèmia de Medicina i Cirurgia de Palma)
- Memoria sobre las calenturas tifoideas observadas en la ciudad de Alcúdia en 1836 (1836-1837)
- Reseña de las teorías y sistemas medios y reflexiones clínicas sobre estos y aquellos (1839)
- ¿Las fiebres intermitentes benignas propiamente dichas, pueden ser consideradas como preservativas de otras dolencias? (1841)
- Reflexiones sobre las fiebres intermitentes y tratamientos que más les conviene, con encinta historia de las causas generales de la insalubridad de Alcúdia, Pollensa, Muro y Sa Pobla. Per al diari:  Homeopatía (1848) (imprès per càrrec de D. Joan Guasp Pascual)
- Clínica médica -Observacions sobre l'Eclampsia i reflexions sobre la canosa i tractament dels tubèrculs pulmonars en la tisio incipient. (1849)
- Observaciones y reflexiones sobre las fiebres intermitentes y sus tratamientos (1852)
- La Perla de Alcúdia -sobre la guerra dels agermanats de 1521 i 1522. Novel·la històrica (1854)
- Un demócrata alcudiano del siglo XVI (1862)
- Destrucción de Pollentia, antigua capital de Mallorca y sitio que tuvo durante la dominación romana. (1863)
- Memoria histórica de los disturbios de la ciudad de Alcúdia, des de 1836-1876(dedicada a la política local). (1877)